# Berliet VT
Mit der Bezeichnung Berliet VT erschienen in Frankreich in den Jahren 1923 bis 1924 diverse leichte Elektrolastkraftwagen.

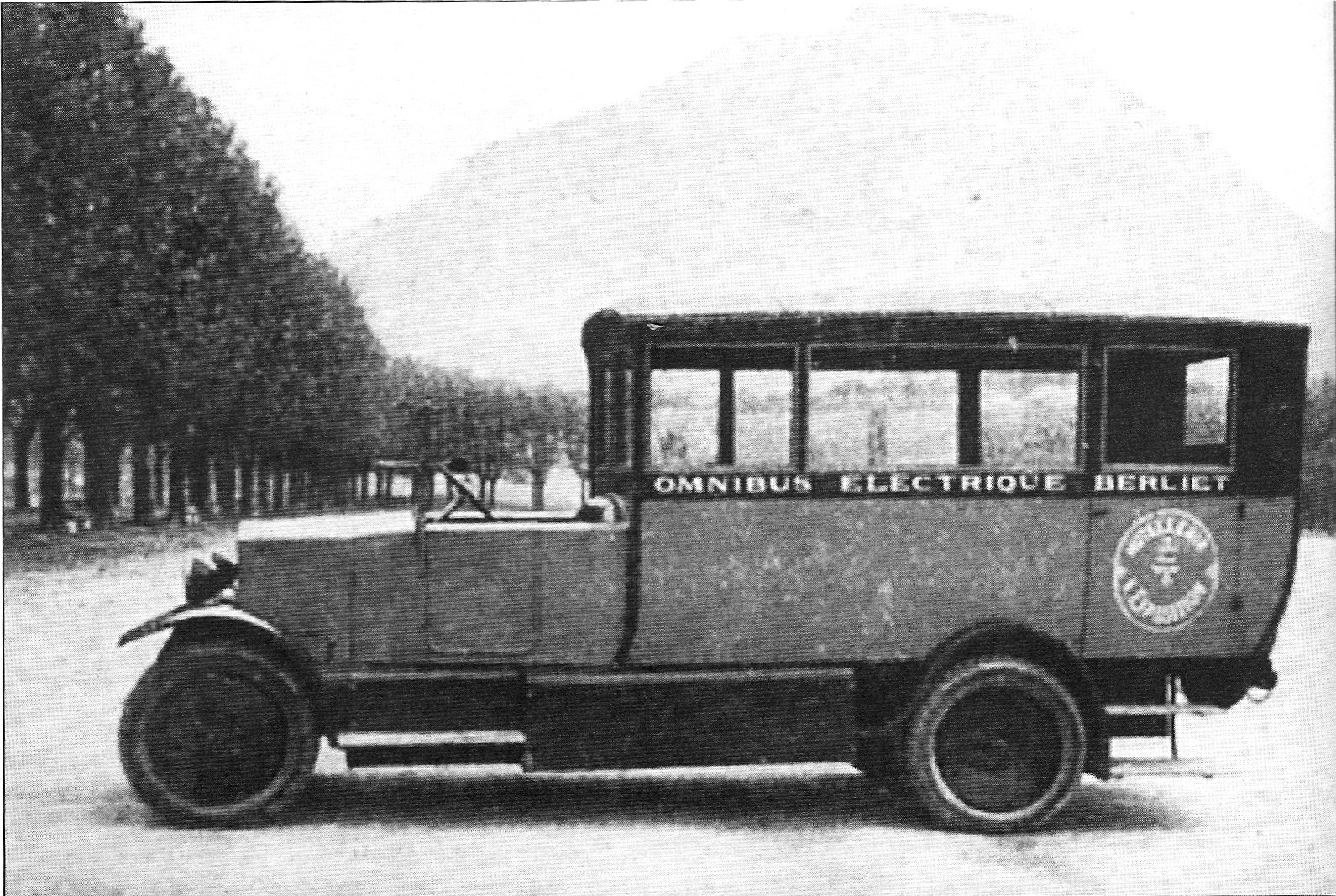
Berliet Typ VTB / VTD elektrischer Omnibus

## Berliet VTA
Es handelte sich um einen elektrisch angetriebenen Lieferwagen auf dem Fahrgestell des Berliet VL. Die allgemeine Betriebserlaubnis wurde am 28. April 1923 erteilt. Das Fahrzeug hatte zwei Vorwärtsgänge und war steuerlich mit 6 CV eingestuft.

## Berliet VTB
Auch der Berliet VTB war ein elektrisch angetriebener Lieferwagen. Der Motor wurde mit 39 V bei max. 70 A versorgt. Die allgemeine Betriebserlaubnis wurde am 27. Juni 1924 erteilt. Auch dieses Fahrzeug hatte zwei Vorwärtsgänge, es war steuerlich mit 4 Steuer-PS eingestuft.

## Berliet VTD
Der Berliet VTD war ebenfalls ein elektrisch angetriebener Lieferwagen. Der Motor wurde mit 78 V bei max. 75 A versorgt. Die allgemeine Betriebserlaubnis wurde am 31. Dezember 1924 (zusammen mit der für den Berliet GTB) erteilt. Auch dieses Fahrzeug hatte zwei Vorwärtsgänge, es war steuerlich mit 8 Steuer-PS eingestuft.
Stückzahlen oder Chassisnummernbänder zu obigen Fahrzeugen sind nicht überliefert, möglicherweise blieb es jeweils bei Prototypen.

### Originalquellen
Eine Publikation, in der alle vor 1945 gebauten Berliet-Typen individuell abgehandelt wären, gibt es nicht. Neben der unten erwähnten Literatur wurde auf folgende in der Fondation Berliet verwahrte Originalunterlagen zurückgegriffen:
- "Fiches des Mines": Es handelt sich um die Unterlagen zur Erteilung einer allgemeinen Betriebserlaubnis, hierfür ist in Frankreich der "Inspecteur des mines" sachlich zuständig. Diese Unterlagen sind chronologisch geordnet und nummeriert. Nicht zu jedem Typ bzw. Variante gibt es entsprechende Unterlagen, teils, weil sie wohl als Untervarianten eines Typs verstanden wurden, für den eine gesonderte Erlaubnis nicht erforderlich war, teils wohl, weil diese Unterlagen im Laufe der letzten 100 Jahre verlorengegangen sind. Bei Militärtypen gibt es Hinweise, dass eine Betriebserlaubnis direkt durch militärische Dienststellen erfolgte, was entsprechende "fiches des mines" überflüssig machte. Die Quellenbezeichnung lautet: "Fiches No...."
- "Etat des véhicules utilitaires et autobus declares aux mines depuis 1920", eine 15-seitige Zusammenstellung vom 1. Dezember 1941, enthält insbesondere die reservierten Chassisnummernbänder, die jedoch vielfach nicht vollständig ausgeschöpft wurden, einige Typen bzw. Varianten werden nicht erwähnt, Quellenbezeichnung lautet: "Etat S..."
- "Nombre de véhicules construits de 1930 à 1942", siebenseitige Zusammenstellung der zwischen 1930 und 1942 gebauten Stückzahlen an Nutzfahrzeugen, erstellt wohl 1943, erste Seite teilweise irreparabel verderbt, teilweise werden mehrere Typen bzw. Varianten zusammengefasst, Quellenbezeichnung lautet: "Nombre S...."

### Sonstige Literatur
- Monique Chapelle: Berliet. 1. Auflage. EMCE, Saint-Chamond 2016, ISBN 978-2-35740-049-8.
- Christophe Puvilland: Berliet 1905–1978, toute la gamme omnibus, autocars, autobus et trolleybus. 1. Auflage. histoire&collections, Paris 2008, ISBN 978-2-35250-059-9.
- François Vauvillier: Tous les Berliet militaires 1914–1940, vol.1: les camions. histoire&collections, Paris 2019, ISBN 978-2-35250-496-2.